# Michaił Zujew (lotnik)
Michaił Aleksandrowicz Zujew (ros. Михаил Александрович Зуев, ur. 18 czerwca 1918 w Jerszowie, zm. 14 maja 1981 w Kijowie) – radziecki lotnik wojskowy, pułkownik, Bohater Związku Radzieckiego (1944).

## Życiorys
Skończył szkołę średnią i trzy kursy technikum transportowego w Saratowie i w 1937 wstąpił do wojskowej szkoły lotniczej w Engelsie. Po ataku Niemiec na ZSRR walczył na Froncie Zachodnim, później w składzie 8 i 2 Armii Powietrznych na Froncie Stalingradzkim, Południowym, 4 i 1 Ukraińskim. Brał udział w obronie Moskwy, w bitwie pod Stalingradem, wyzwalaniu Ukrainy, Krymu, Polski, Czechosłowacji i rozbiciu wojsk przeciwnika na terytorium Niemiec. Był dwukrotnie ranny. Do początku 1944 wykonał 335 lotów bojowych, w walkach powietrznych strącił osobiście 12 samolotów wroga, za co otrzymał tytuł Bohatera Związku Radzieckiego. W 1958 zakończył służbę wojskową, był pułkownikiem rezerwy, mieszkał i pracował w Kijowie. Został pochowany na Cmentarzu Bajkowa.

## Odznaczenia
- Złota Gwiazda Bohatera Związku Radzieckiego (4 lutego 1944[1])
- Order Lenina
- Order Czerwonego Sztandaru (czterokrotnie, w tym trzy razy w 1942)
- Order Aleksandra Newskiego (1945)
- Order Czerwonej Gwiazdy (1952)
- Medal „Za zasługi bojowe” (1947)
- Medal „Za obronę Moskwy”
- Medal „Za obronę Stalingradu”
- Medal „Za zdobycie Berlina”
- Medal „Za wyzwolenie Pragi”

I cztery inne medale.